# Rower San Luis Continental
El Rower San Luis Continental (código UCI: RSL) es un equipo ciclista argentino de categoría Continental desde la temporada 2020.

## Material ciclista
El equipo utiliza bicicletas Cannondale, y componentes Shimano.

## Clasificaciones UCI
Las clasificaciones del equipo y de su ciclista más destacado son las siguientes:

### UCI America Tour
| Temporada | Clasificación por equipos | Mejor corredor | Posición |
| 2020      |                           |                |          |

## Palmarés
Para años anteriores véase: Palmarés del Rower San Luis Continental.

### Palmarés 2023

#### Circuitos Continentales UCI
| Fechas | Circuito | Carreras | Ganador |
|        |          |          |         |

#### Campeonatos nacionales
| Fechas | Carreras | Ganador |
|        |          |         |

## Plantillas
Para años anteriores, véase Plantillas del Rower San Luis Continental

### Plantilla 2021
| Integrantes del equipo 2021 | Integrantes del equipo 2021 | Integrantes del equipo 2021                         | Integrantes del equipo 2021 |
| Corredor                    | Fecha de nacimiento         | Equipo previo                                       |                             |
| --------------------------- | --------------------------- | --------------------------------------------------- | --------------------------- |
| Juan Ignacio Curuchet       | 6 de julio de 1993          |                                                     |                             |
| Adrián Lorenzo Díaz         | 14 de junio de 1998         |                                                     |                             |
| Hernán Fernandez            | 16 de enero de 2000         |                                                     |                             |
| Giuliano Mini               | 6 de abril de 1995          |                                                     |                             |
| Joel Morales                | 11 de abril de 2001         |                                                     |                             |
| Mauro Richeze               | 7 de diciembre de 1985      | Asociación Civil Agrupación Virgen de Fátima (2019) |                             |
| Facundo Sagüez              | 5 de mayo de 2001           |                                                     |                             |
| Tomás Suárez                | 19 de junio de 1999         |                                                     |                             |
| Nicolás Vázquez             | 26 de enero de 2001         |                                                     |                             |
| Federico Vivas              | 21 de mayo de 1996          | Amore & Vita-Prodir (2019)                          |                             |
|                             |                             |                                                     |                             |
| Fuente: ProCyclingStats     |                             |                                                     |                             |

Nota: Juan Ignacio Curuchet